# Снежная свадьба
«Снежная свадьба» — советская музыкальная кинокомедия 1980 года Виктора Иванова, его последняя работа в кино, снятая на Киевской киностудии им. А. П. Довженко.
Премьера состоялась 27 июля 1981 года. Фильм посмотрели 3 500 000 зрителей.

## Сюжет
Стихийное бедствие задерживает такси, в котором едут обрученная Бэла и её жених Эльдар. По пути в одно из горных сёл Дагестана, Бэла знакомится с водителем Бадаем и между ними возникает настоящее чувство. По прибытии к месту, их встречают земляки и родственники, и все они оказываются за одним свадебным столом. В итоге, оказывается, что Бэла и Бадай, Эльдар и Асият, а также все их родители — Мустафа и Зулейха тоже встречаются и начинают судьбы своих детей весело продолжаются.

## Роли исполняют
- Нодар Масхулия — Мустафа
- Ия Хобуа — Зулейха
- Г. Мирзоев — Эльдар
- Лидия Бесолова — Асият
- Мурад Джанибекян — Бадай
- Марина Дзнеладзе — Бэла
- Рупат Чараков — Сурхай
- Б. Мантаев — Самур
- И. Мовсаров — Биймурза
- Э. Плиева — Мана
- Хатуна Хобуа — Хадижа
- Герман Козлов — Герберт
- Зураб Капианидзе — Леван

### В эпизодах
- Магомедамин Акмурзаев
- А. Алибеков
- А. Алиев
- Салам Исмаилов
- Ш. Магомедов
- Абдулкадир Сайдумов

## Съёмочная группа
- Автор сценария: Ахмедхан Абу-Бакар
- Режиссёр-постановщик: Виктор Иванов
- Оператор-постановщик: Михаил Иванов
- Художник-постановщик: Валерий Новаков
- Композитор: Мурад Кажлаев
- Звукооператор: Богдан Михневич
- Симфонический оркестр Государственного комитета СССР по кинематографии и Эстрадный оркестр Дагестанского радио и телевидения, дирижёр: Мурад Кажлаев
- Директор картины: Леонид Корецкий